# Lesná u Tachova
Lesná (deutsch Schönwald) ist eine Gemeinde in Westböhmen (Tschechien).

## Geographie
Lesná  liegt neun km südwestlich von Tachov im 643 m ü. M. im Oberpfälzer Wald (Český les) und gehört dem Okres Tachov an. Südöstlich des Dorfes am Holý vrch entspringt der Kateřinský potok (Katharinabach), der auf deutschen Gebiet den Namen Pfreimd trägt. Das ausgedehnte Gemeindegebiet umfasst große Waldgebiete bis zur Grenze mit den bayerischen Nachbargemeinden Flossenbürg und Georgenberg.

## Geschichte
Schönwald wurde 1349 erstmals erwähnt. Seit 1720 besaß der Ort eine eigene Pfarre, zuvor war er nach Purschau gepfarrt.
1939 lebten in Schönwald mit den Ortsteilen Inselthal, Kohlerhof und Kolm 564 Einwohner.
Nach dem Münchner Abkommen wurde der Ort dem Deutschen Reich zugeschlagen und gehörte bis 1945 zum Landkreis Tachau.
Die Gemeinde Česká Ves (mit České Nové Domky, Josefovo Údolí, Nová Knížecí Huť, Starý Pochr) wurde nach 1948 wegen ihrer Grenznähe im Zuge der Errichtung des Eisernen Vorhangs aufgelöst und abgesiedelt; im Jahre 1952 wurde sie offiziell für erloschen erklärt. Stará Knížecí Huť (mit Háje), Zahájí (mit Přední Zahájí und Zadní Zahájí) und Nový Losimtál (mit Nová Huť) wurden ebenfalls 1948 aufgelöst und eingemeindet. Zugleich wurden im Zuge der Auflösung der Gemeinde Pavlův Studenec die Fluren derer Ortsteile Nový Windischgrätz, Ostrůvek und Zlatý Potok zu Lesná zugeschlagen. Im Jahre 1961 wurde noch Písařova Vesce (mit Bažantov) eingemeindet.

## Gemeindegliederung
Die Gemeinde Lesná besteht aus den Ortsteilen Háje (Leierwinkel), Lesná (Schönwald), Písařova Vesce (Albersdorf) und Stará Knížecí Huť  (Altfürstenhütte).
Grundsiedlungseinheiten sind Bažantov (Wosant), Česká Ves (Böhmischdorf), Jedlina (Neu Losimthal auch Neulosimthal), Lesná, Ostrůvek (Inselthal), Písařova Vesce, Stará Knížecí Huť und Zahájí (Waldheim). Das Gemeindegebiet gliedert sich in die Katastralbezirke Bažantov (719 ha), Česká Ves u Lesné (1137 ha), Jedlina (1267 ha), Lesná u Tachova (1513 ha), Pavlův Studenec 1 (2671 ha), Písařova Vesce (721 ha), Stará Knížecí Huť (192 ha) und Zahájí u Lesné (205 ha).
Auf dem Gebiet der Gemeinde befinden sich außerdem die erloschenen Ortschaften České Nové Domky (Böhmisch Neuhäusl), Josefovo Údolí (Josefsthal), Kolerova Huť (Kollerhütte), Nová Huť (Neuhütte), Nová Knížecí Huť (Neufürstenhütte), Skláře (Neu Windischgrätz), Stoupa (Altpocher) und Zlatý Potok (Goldbach).